# Automolis diffusa
Automolis diffusa là một loài bướm đêm thuộc phân họ Arctiinae, họ Erebidae.